# Курмузаково
Курмуза́ково (рос. Курмузаково, марій. Курмызак) — присілок у складі Волзького району Марій Ел, Росія. Входить до складу Сотнурського сільського поселення.

## Населення
Населення — 194 особи (2010; 212 у 2002).
Національний склад (станом на 2002 рік):
- марі — 100 %